# Pedro Castillo Terrones
Pedro Castillo Terrones   (Puña, 19 d'octubre de 1969) és un professor, dirigent sindical i polític peruà.

## Biografia
Conegut a nivell nacional per ser el principal dirigent en la vaga docent de 2017, el 2021 va fer el salt a la política institucional estatal i es convertí en President de la República del Perú pel partit polític Perú Libre després de vèncer Keiko Fujimori de Fuerza Popular.

### Activisme
Ha estat dirigent de l'organització de rondes camperoles i dirigent de districte, provincial, regional i nacional del magisteri peruà, per més de dues dècades a Puña, a la província de Chota. Va ser elegit president del comitè de lluita de les bases regionals del Sindicat Únic de Treballadors de l'Educació del Perú (SUTEP), i posteriorment va ser secretari general de la Federació Nacional de Treballadors de l'Educació del Perú (FENATEP).

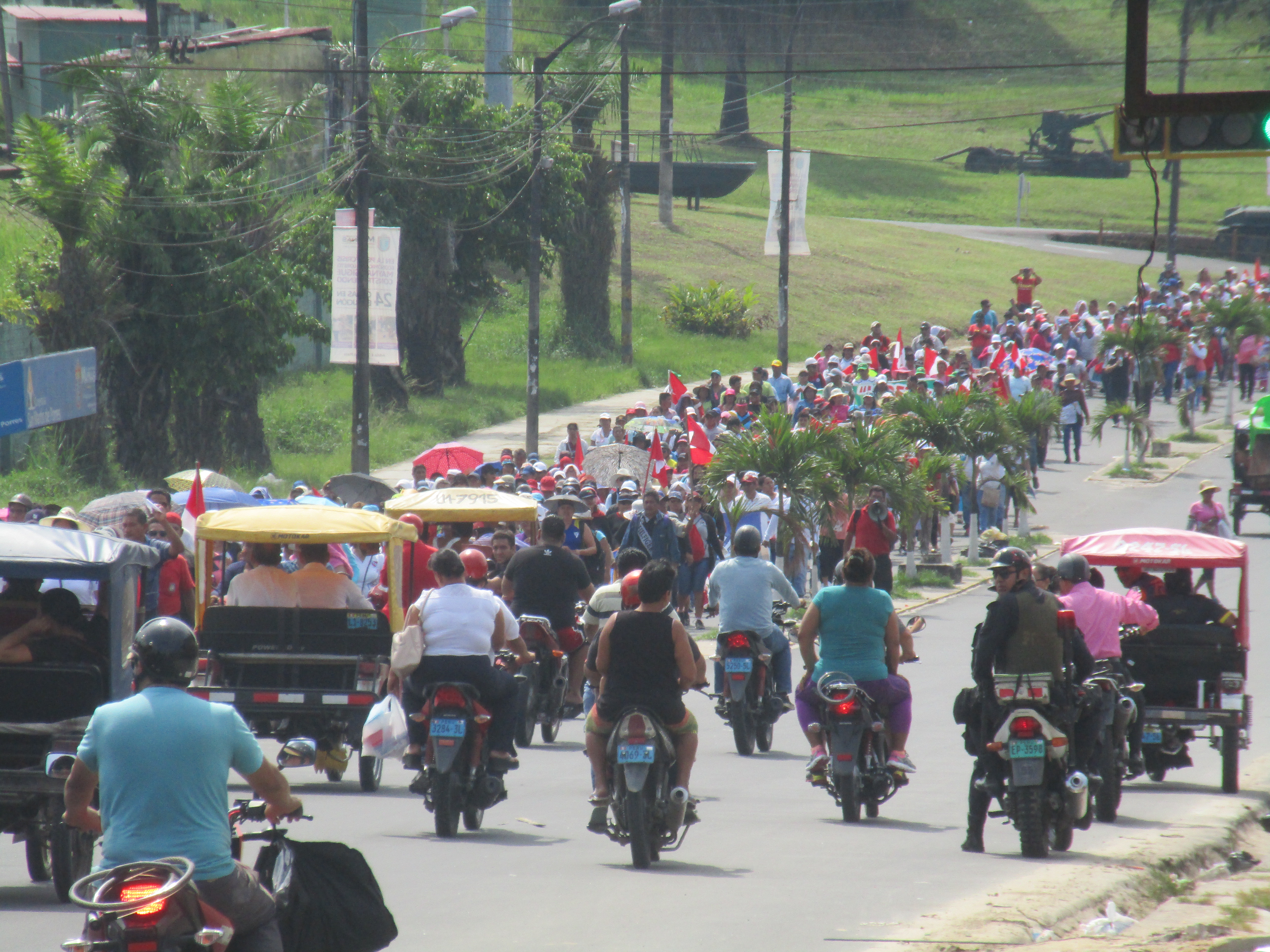
Protesta docent a Iquitos (2017)

Castillo inicià la campanya presidencial per a les eleccions generals peruanes de 2021 a mitjans de 2020, i va prometre que de ser elegit president del Perú canviaria la Constitució Política de 1993, heretada del règim autoritari d'Alberto Fujimori, mitjançant la convocatòria d'una assemblea constituent, perquè l'estat tingui molta més participació en l'economia peruana, i impulsaria una «revolució educativa» per a millorar la qualitat de l'ensenyament públic.
També va declarar que desactivaria el tribunal constitucional si aquest s'oposava a la reforma constitucional perquè, segons les seves paraules, els magistrats defensen «una Constitució que ha acabat amb tots els drets i amb el saqueig del país». Així mateix, va esmentar que desactivaria la Defensoria del Poble, encara que després va matisar no voler desactivar-la sinó reforçar-la «en benefici dels més vulnerables». De la mateixa manera, va proposar prohibir les importacions de productes que es produeixen al país. Aquesta proposta va ser criticada per alguns polítics i analistes. Per exemple, l'exministre Edgar Vásquez va comentar que el plantejament ja havia estat aplicat al Perú a la dècada del 1970: «passa que quan un prohibeix importacions provoca escassetat de productes, pujada de preus, reducció de la qualitat dels productes i genera, paradoxalment, monopolis». Per la seva banda, l'analista Franco Olcese, va considerar la iniciativa com un «missatge negatiu per als consumidors».
A més, Castillo va afirmar l'abril de 2021 que, de sortir electe, atorgaria l'indult presidencial a Antauro Humala, un activista polític indigenista que va ser sentenciat a dinou anys de presó després de liderar la presa d'una comissaria a Andahuaylas, en què van resultar morts quatre policies.
Durant la campanya, Perú Libre va denunciar que Castillo va rebre amenaces de mort anònimes. També el polític conservador i empresari Rafael López Aliaga, al finalitzar una manifestació en contra de la candidatura de Castillo, va proferir amenaces de mort cridant «Mort al comunisme! Mort a Cerrón! Mort a Castillo!».

### President de la República
Finalment, Castillo va aconseguir passar a la segona volta amb el 18,92% de vots vàlids, enfrontant-se, així, a la líder de Fuerza Popular, Keiko Fujimori. L'expresident de Bolívia Evo Morales va felicitar Castillo, afirmant que «va guanyar amb la nostra proposta» i que ja havia parlat amb ell per telèfon. L'expresident de l'Uruguai José Mujica també va compartir l'aprovació de l'èxit de Castillo en la primera volta de les eleccions.
La segona volta de les eleccions generals peruanes de 2021 fou molt ajustada i  s'imposà a la seva contrincant per 44.000 vots de diferència. Hi hagueren multitud d'impugnacions i protestes en contra i a favor però el 20 de juliol de 2021 el Jurado Nacional de Elecciones feia la publicació definitiva dels resultats. Amb el 50,12% dels vots va ser proclamat president electe. Fujimori, per la seva banda, va seguir declarant i insistint en les acusacions de frau electoral.
El seu govern fou força inestable i en un any i mig va nomenar cinc gabinets i uns 80 ministres. La fiscalia peruana l'investigava a ell i membres de la seva família en diverses causes per corrupció acusant-lo de liderar una organització criminal per enriquir-se amb contractes de l'Estat i obstruir les investigacions.
Davant d'un procediment imminent d'impeachment, el 7 de desembre de 2022, Castillo va intentar dissoldre il·legalment el Congrés de la República i governar per decret. Com a resposta, el Congrés de la República del Perú, incloent el seu propi partit polític, el va destituir i fou detingut, nomenant en el seu lloc a la seva vicepresidenta Dina Boluarte. Després del cop d'estat, Mèxic va trencar relacions amb el Perú i va brindar asil polític a la seva esposa, Lilia Paredes, i als seus fills, Arnold i Alosa.

### Detenció i judici
Després d'estar en presó preventiva, es va fer pública en 2024 la petició fiscal contra Castillo de 34 anys de presó pels presumptes delictes de rebel·lió, abús d'autoritat i pertorbació a la tranquil·litat, i també contra els expresidents del consell de ministres, Aníbal Torres i Betssy Chávez, i els ministres Willy Huerta i Roberto Sánchez.